# Società Sportiva Lazio Calcio Femminile Lubiam 1977
Questa voce raccoglie le informazioni riguardanti la Società Sportiva Lazio Calcio Femminile Lubiam nelle competizioni ufficiali della stagione 1977.

## Rosa
Rosa aggiornata all'inizio della stagione.
| N. |                   | Ruolo | Calciatrice         |
| -- | ----------------- | ----- | ------------------- |
|    | Italia (bandiera) |       | Cinzia Allegrini    |
|    | Italia (bandiera) |       | Laura Bayslak       |
| 1  | Italia (bandiera) | P     | Patrizia Carocci    |
|    | Italia (bandiera) |       | Antonietta Cherillo |
|    | Italia (bandiera) |       | Giselda Cherubini   |
|    | Italia (bandiera) | A     | Maurizia Ciceri     |
|    | Italia (bandiera) |       | Giovanna Corbino    |
|    | Italia (bandiera) |       | Elena Dell'Uomo     |
|    | Italia (bandiera) |       | Angela Fallacara    |
| 5  | Italia (bandiera) | D     | Maura Furlotti      |
|    | Italia (bandiera) |       | Nadia Gabrielli     |
|    | Italia (bandiera) |       | Elide Martini       |
|    | Italia (bandiera) |       | Luciana Meles       |

| N. |                        | Ruolo | Calciatrice        |
| -- | ---------------------- | ----- | ------------------ |
| 4  | Italia (bandiera)      | D     | Ornella Montesi    |
|    | Italia (bandiera)      |       | Maria Paola Musici |
| 10 | Irlanda (bandiera)     | C     | Anne O'Brien       |
|    | Italia (bandiera)      |       | Manuela Pisegna    |
|    | Italia (bandiera)      |       | Angela Polselli    |
|    | Stati Uniti (bandiera) |       | Beverly Ranger     |
| 6  | Italia (bandiera)      | D     | Rosa Rocca (c)     |
|    | Italia (bandiera)      |       | Loredana Rossini   |
|    | Italia (bandiera)      |       | Gloria Schmitt     |
|    | Italia (bandiera)      | D     | Silvia Silvaggi    |
| 3  | Italia (bandiera)      | D     | Maria Sossella     |
|    | Italia (bandiera)      |       | Angela Zannoni     |